# Río Samaná Sur
Río Samaná Sur är ett vattendrag i Colombia. Det ligger i den centrala delen av landet, 140 km nordväst om huvudstaden Bogotá.